# کوری‌یاما توشی‌یاسو

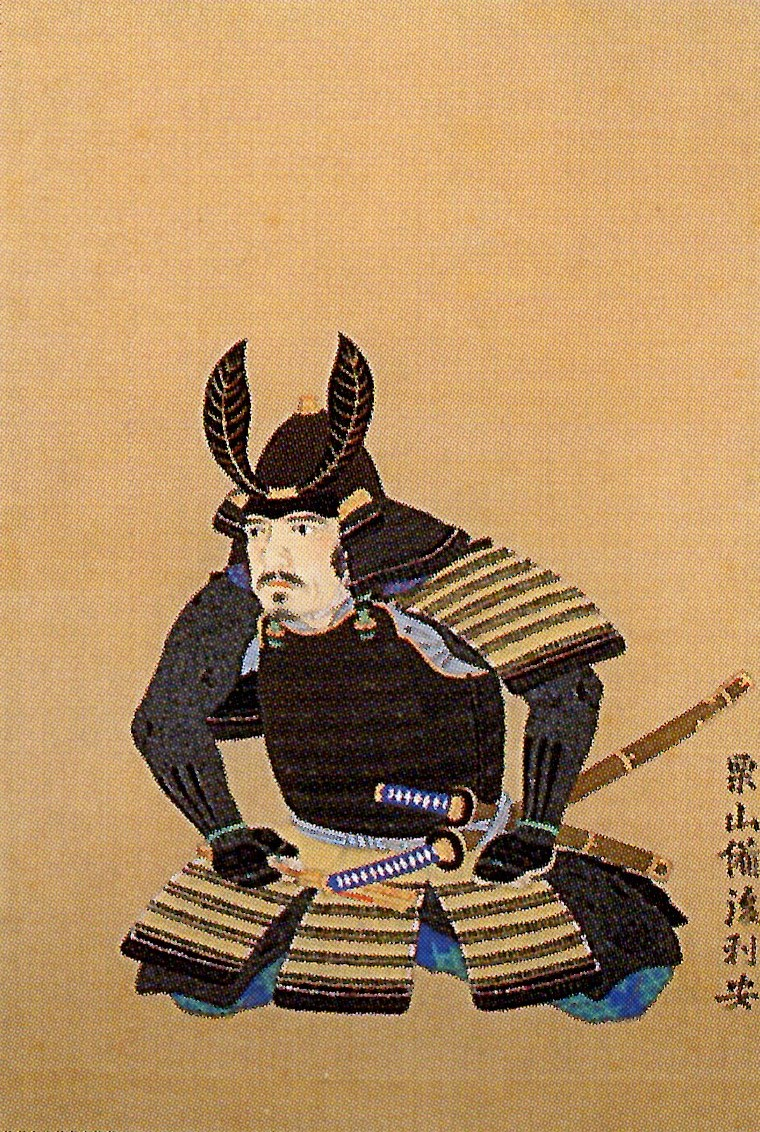
کوری‌یاما توشی‌یاسو

کوری‌یاما توشی‌یاسو (به ژاپنی: 栗山 利安 くりやま としやす)، سامورایی از قلمرو فوکوئوکا از دوره آزوچی-مومویاما تا اوایل دوره ادو بود. او یکی از هشت ببر کورودا و پدر کوری‌یاما توشی‌آکیرا بود.